# Шри

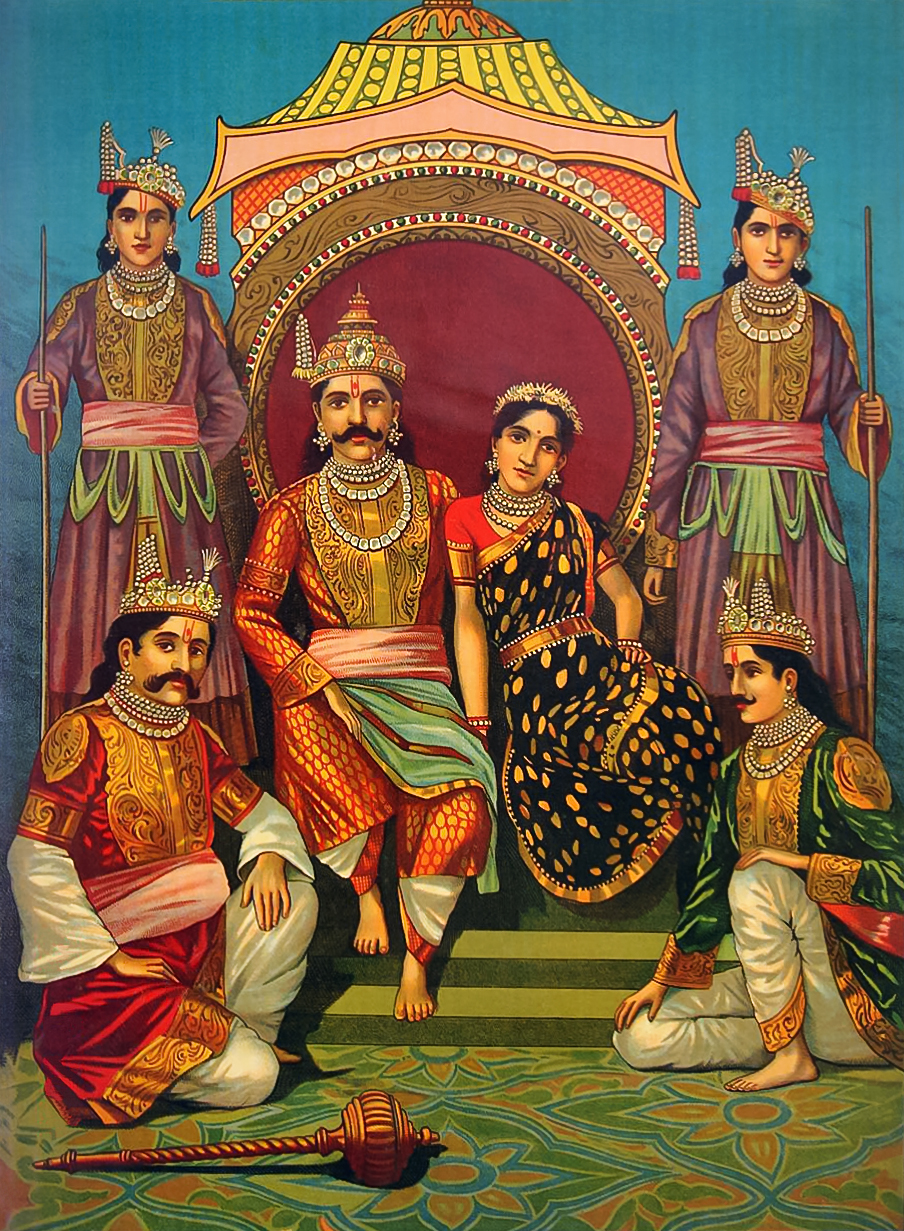
Пандавы и воплощение Шри — Драупади

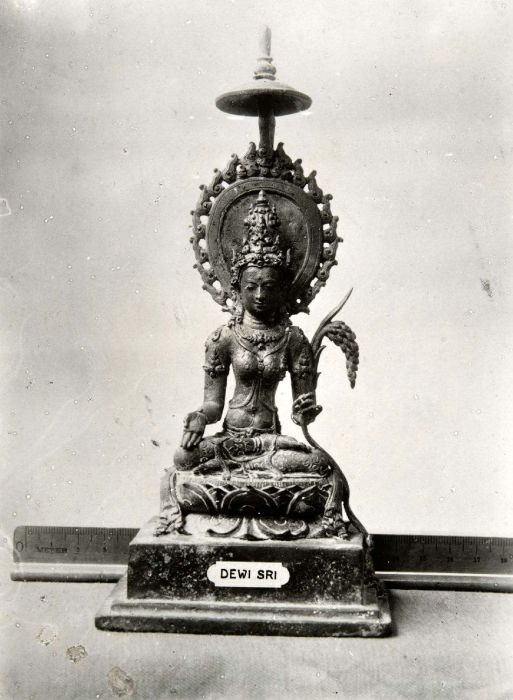
Старинная индонезийская статуя богини риса Дэви Шри

Шри (санскр. श्री, IAST: śrī, «сияние, удача, счастье, процветание») — богиня царской власти, удачи и процветания, связанного с плодородием; в классическом индуизме — эпитет богини Лакшми.
Впервые упоминается в Шатапатха-брахмане. В Махабхарате Шри — супруга Индры, точнее — всякого дэвы или асуры, который добивается статуса Индры, становясь небесным царем. Земной царь также мыслился ее супругом, сознаваясь воплощением Индры (братья Пандавы — воплощения Индры — имеют общую супругу Драупади — воплощение Шри). Образ Шри сливается с Лакшми (первоначально, по-видимому, богиней красоты и личного счастья); Шри-Лакшми ассоциируется с супругой (шакти) Вишну.
В индонезийском индуизме, в частности на Бали, Дэви Шри (Сри) сохраняет самостоятельный статус в качестве Матери Риса, божества рисовых полей и плодородия.
В Индии и отчасти Юго-Восточной Азии эпитет «Шри» (Shri) зачастую используется как часть имен известных религиозных и философских учителей (гуру), святых и праведников (в этом случае может означать «великий, почтенный, высокий, известный, святой, блаженный, божественный»). Служит также формой обращения, означая «господин/госпожа». В схожем значении данное слово используется в названии государства Шри-Ланка.